# Bülent Öztürk

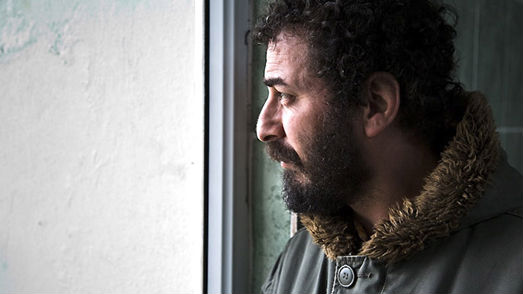
Bülent Öztürk door Filip Van Roe

Bülent Öztürk (16 oktober 1975, Bağlarbaşı, Turkije) is een Belgisch-Koerdisch filmmaker die woont en werkt in Antwerpen. Hij is bekend van de film Houses With Small Windows, die de prijs voor beste Europese kortfilm won op het Filmfestival van Venetië van 2013 en genomineerd werd voor de 26ste Europese Filmprijzen in Berlijn. 

## Biografie
Öztürk studeerde in 2011 af als Master in de audiovisuele kunsten aan het Rits. Naast Houses With Small Windows heeft Öztürk ook twee documentaires op zijn naam staan en werkt hij, met de steun van het Vlaams Audiovisueel Fonds aan zijn eerste langspeelfilm Blue silence, die in 2015 opgenomen zal worden. 

## Filmografie
- Blue Silence (2017)
- Houses With Small Windows (2013)
- Waiting (2012)
- Zaman Zaman (2010)